# Клява, Густав Янович
Гу́став Я́нович Кля́ва (латыш. Gustavs Kļava; 12 декабря 1906—9 июля 1996) — советский общественный деятель, учёный-правовед, доктор юридических наук, профессор, директор Саратовского юридического института имени Д. И. Курского (январь 1938—октябрь 1938).

## Биография
Густав Янович Клява родился 12 декабря 1906 года в г. Уфе, Уфимской губернии.
Детство Густав Янович провел за границей. Сначала его семья жила в Бразилии (1908—1913), а затем в Канаде и США (1913—1918).
- 1922 — 1925 годы — учёба на рабфаке в Москве.
- 1925 — 1929 годы — учёба на правовом факультете Московского государственного университета.
- 1930 — 1931 годы — работает в Московском государственном университете в должности ассистента.

Густав Янович работал в Саратовском юридическом институте с 1937 года.
- С января по октябрь 1938 года занимал пост директора Саратовского юридического института им. Д. И. Курского.

После увольнения с поста директора Федорцова А. И. институт захлестнула волна репрессий. 6 июля 1937 года в Саратов прибыла комиссия ЦК ВКП(б) в составе члена Политбюро, секретаря ЦК А. А. Андреева и заведующего отделом руководящих партийных органов ЦК ВКП(б) Г. М. Маленкова с заданием «выкорчевать вражеское отребье из наймитов и двурушников». Последовала волна арестов…
Г. Я. Клява на совещании директоров юридических институтов выступил с резкой критикой прежнего, репрессированного руководства СЮИ и охарактеризовал сложившуюся обстановку в институте так:
«…в результате вредительства Саратовский институт находится в тяжелом положении. Дисциплина в институте крайне расшатана. Ряд курсов пришлось перечитать, в целях ликвидации последствий вредительства… Помощника по учебной и научной части нет. По 3 кафедрам руководители кафедр отсутствуют; нет преподавателей по государственному праву буржуазных стран, административному, международному праву»
- В 1939 году он защищает кандидатскую диссертацию «Парламентская избирательная система Англии».
- 1941 — 1944 годы — работает в Казанском государственном университете.
- С 1944 года работал в Латвийском государственном университете (завкафедрой теории и истории государства и права, декан юридического факультета).
- 1946 — 1948 годы — на дипломатической работе
- В 1973 году представил доклад на соискание степени доктора юридических наук по совокупности трудов «Проблемы государственно-правового строительства Латвийской ССР».

Всю свою жизнь Густав Янович занимался научной и общественной работой. В круг его научных интересов входили проблемы теории и истории государства, государственное строительство. Целенаправленно занимался подготовкой научных кадров.
Скончался 9 июля 1996 года в Риге, Латвия. Похоронен на Лесном кладбище в Риге.

## Награды и звания
Звания 
- Доктор юридических наук (1973);
- Профессор

## Избранные публикации

### Книги, монографии, учебные пособия
- Клява Г. Я. Государственное строительство СССР и РСФСР. — 1930.
- Клява Г. Я. Что собой представляла так называемая «демократия» в буржуазной Латвии. — Рига: Латгосиздат, 1946. — 39 с.
- Клява Г. Я., Балоде Л. Комментарий к Положению о товарищеских судах Латвийской ССР. — Латвия: Авотс, 1981. — 187 с.
- Клява Г. Я. Очерки развития государственности советских прибалтийских республик (1940—1965 гг.). — 1965. — 239 с.
- Клява Г. Я. Правительственная власть Советской Латвии. — 1974.

### Статьи
- Клява Г., Осмоловская А., Пашуканис Е. Старостаты // Советское государство и революция права : научный журнал. — М., 1931. — № 2. — С. 109—129.
- Клява Г. Я. Выступление на совещании директоров юридических институтов // Советская юстиция : научный журнал. — М., 1938. — № 5. — С. 28.
- Клява Г. Я. Партии на парламентских выборах в Англии до вступления во вторую империалистическую войну // Учёные записки СЮИ им. Д. И. Курского. Вып. 1 : сборник. — М., 1940. — С. 53—82.
- Клява Г. Я. П. И. Стучка о революционной законности // Социалистическая законность : научный журнал. — М., 1962. — № 6. — С. 42—49.
- Гринберг О., Клява Г. О теоретическом наследии П. И. Стучки. (Материалы научной конференции) // Правоведение : научный журнал. — Л., 1964. — № 3. — С. 140—141.
- Клява Г. Я. П. И. Стучка и его теоретическое наследие в правовой науке // Советское государство и право : научный журнал. — М., 1965. — № 7. — С. 88—96.
- Клява Г. Я. Фальсификация буржуазной латышской эмиграцией исторических фактов возникновения и развития советской государственности в Латвии // Правоведение : научный журнал. — Л., 1966. — № 4. — С. 11—20.
- Клява Г. Я., Яковлев Я. М. В. П. Шатров, Международное сотрудничество в области изобретательского и авторского права. М., «Международные отношения», 1982. 240 с. :(Рецензия) // Правоведение : научный журнал. — Л., 1984. — № 1. — С. 114—115.